# Reinhart Dozy
Reinhart Dozy (Nijmegen, 28 september 1880 – Elp, 27 januari 1947) was een Nederlands kunstschilder. Hij was een zoon van Adriaan Dozy, een beroepsofficier, die naar de garnizoensstad Assen werd overgeplaatst. In Assen volgde Reinhart de Rijks Hogere Burgerschool, waar hij onder anderen les kreeg van ir. J.G.H.W. Krans, die daar tekenles gaf. 
In 1899 reisde Dozy af naar Antwerpen om lessen te volgen aan de Koninklijke Academie voor Schone Kunsten. In 1903 reisde hij naar Parijs, ging wonen in de buurt van de Moulin Rouge en nam les bij F. Humbert. Van 1905 tot 1907 ging hij weer in Antwerpen studeren en vestigde zich daar als vrije kunstenaar.
In 1911 liet hij ook een huis bouwen in het Drentse Elp, Het Heidehuis genaamd, tegenover het huis van de kunstschilder - dichter Louis Albert Roessingh. Hij is ook lid van De Ploeg geweest, maar langer dan Roessingh. In 1923 scheidden zich de wegen van Dozy en de De Ploeg.
Tussen de Eerste en de Tweede Wereldoorlog was hij illustrator en boekbandontwerper. Voor uitgeverij Noordhoff in Groningen en Malmberg in 's-Hertogenbosch illustreerde hij schoolboeken. In 1939 vestigde hij zich voorgoed in Elp.
Dozy weigerde tijdens de oorlogsjaren het lidmaatschap van de Kultuurkamer en was actief in het verzet en bood onderduikers onderdak. Na een arrestatie kwam hij via het Asser Huis van Bewaring terecht in het concentratiekamp Vught. Daar kreeg zijn gezondheid een zware knak.
In 1946 richtte hij met een aantal in Drenthe wonende schilders, de vereniging De Drentse Schilders op. Daaronder bevonden zich een aantal ex-Ploegleden zoals Erasmus Bernhard van Dulmen Krumpelman en Anton Heijboer.

## Fotogalerij

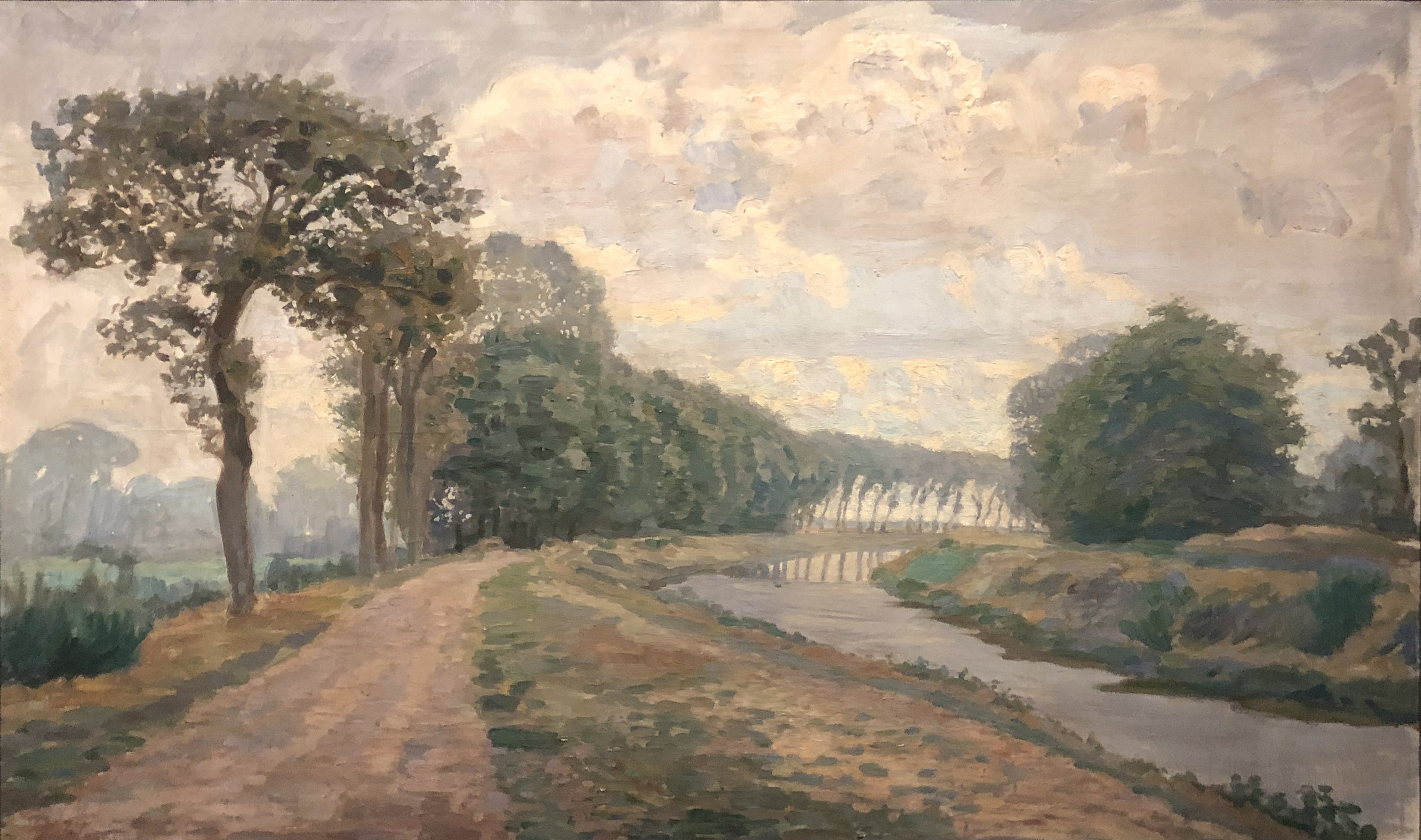
Het Oranjekanaal (1933)